# Karnaubapálma
A karnaubapálma (Copernicia prunifera) az egyszikűek (Liliopsida) osztályának pálmavirágúak (Arecales) rendjébe, ezen belül a pálmafélék (Arecaceae) családjába tartozó faj.

## Előfordulása
A karnaubapálma őshazája Északkelet-Brazília, ahol széles körben termesztik is.

## Megjelenése
Ennek a pálmafának a törzse legfeljebb 20 méter magas és 25 centiméter átmérőjű. A nagy levelei 150 centiméteresek lehetnek. A kerek, fekete termései 2,5 centiméter átmérőjűek.

## Felhasználhatósága
A Copernicia-fajok közül ez a legjelentősebb faj, mert a keresett karnaubaviaszt szolgáltatja, amely az ajakrúzsok, cipőkrémek és autópolírozó szerek egyik alapanyaga. Viasznyeréshez a leveleket a napon szárítják, amíg a viasz le nem verhető róluk. 1 kilogramm kitűnő minőségű viasz előállításához több mint 1000 fiatal levél kell.

## Képek

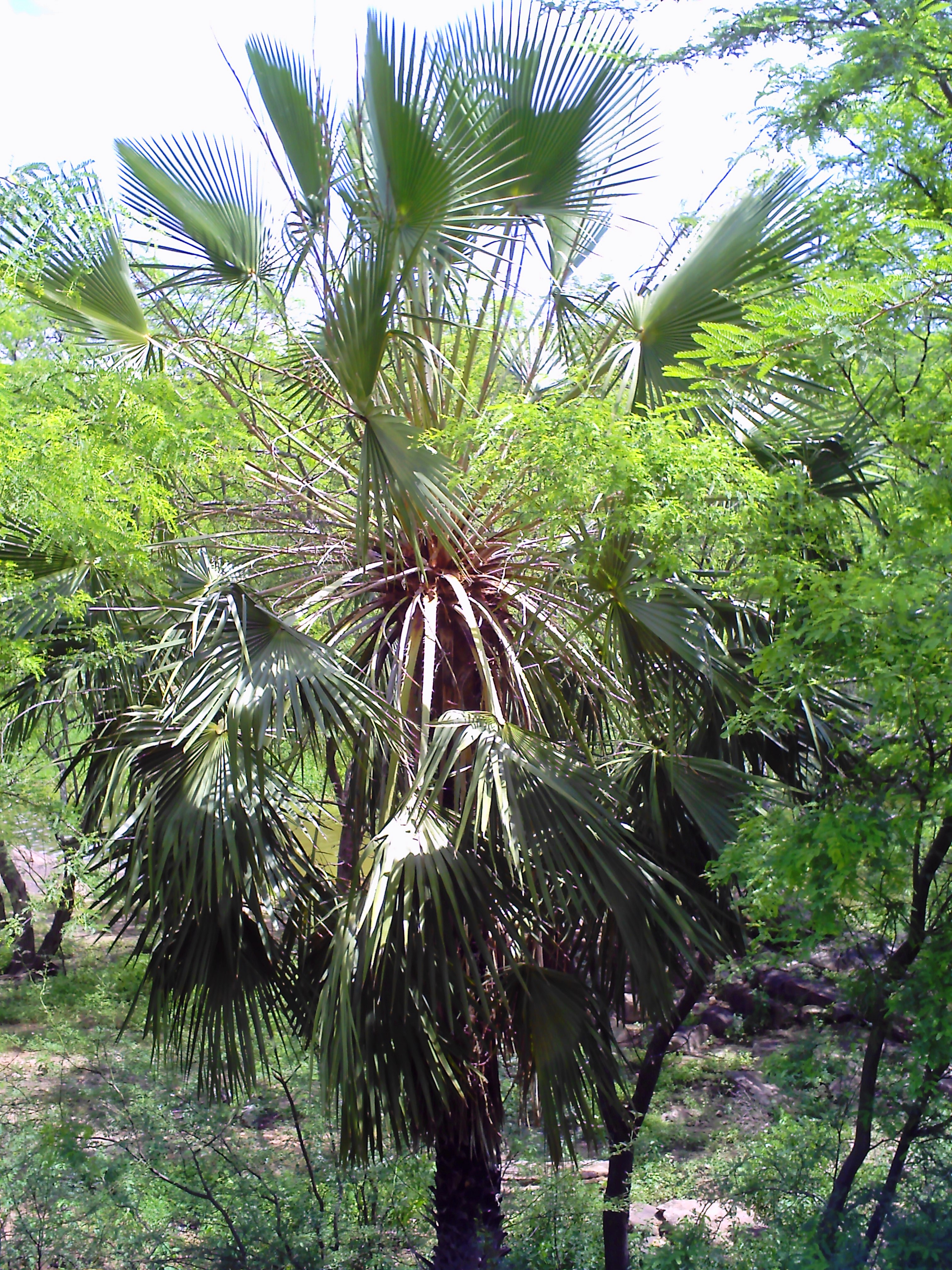
A növény
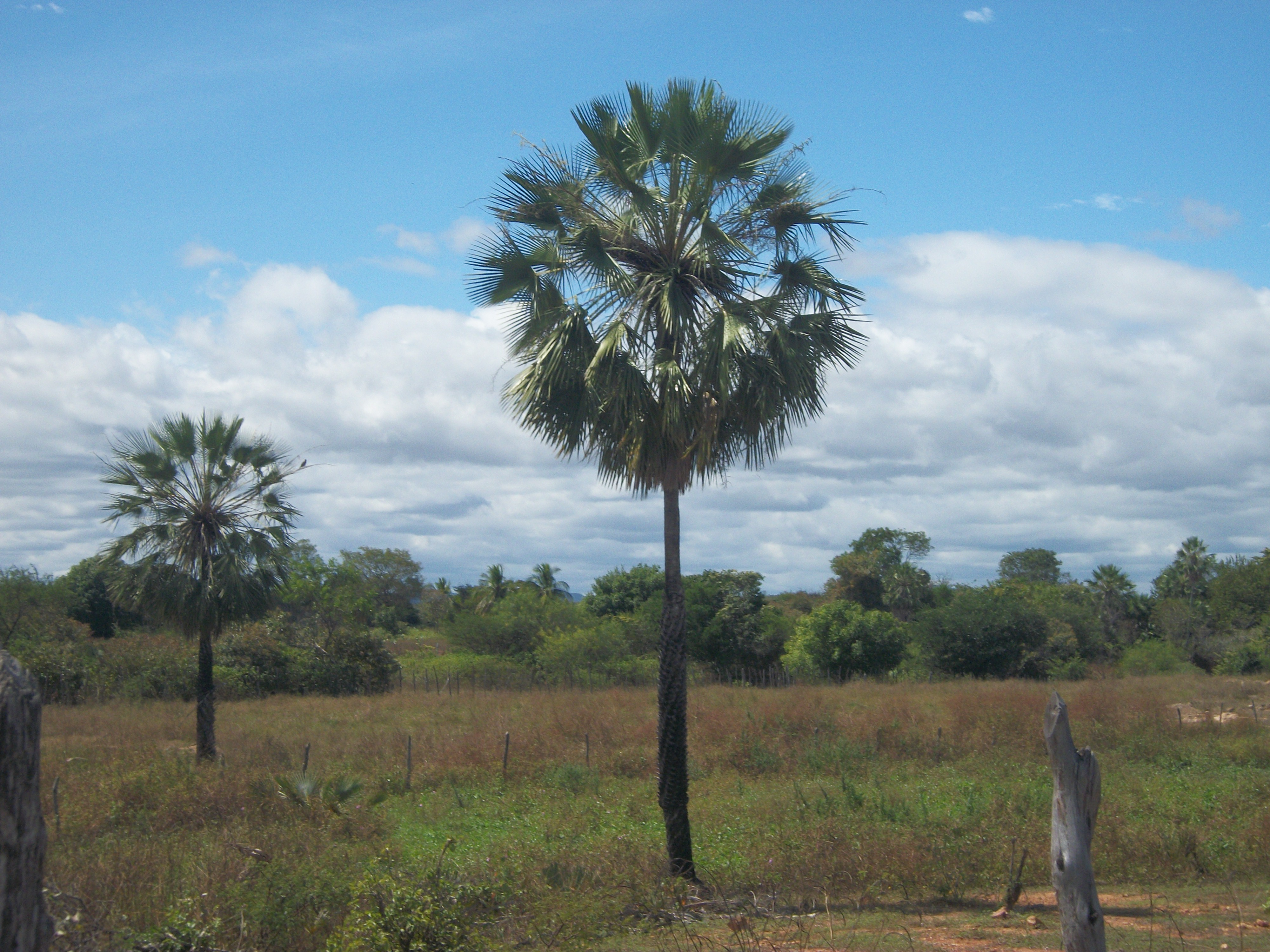
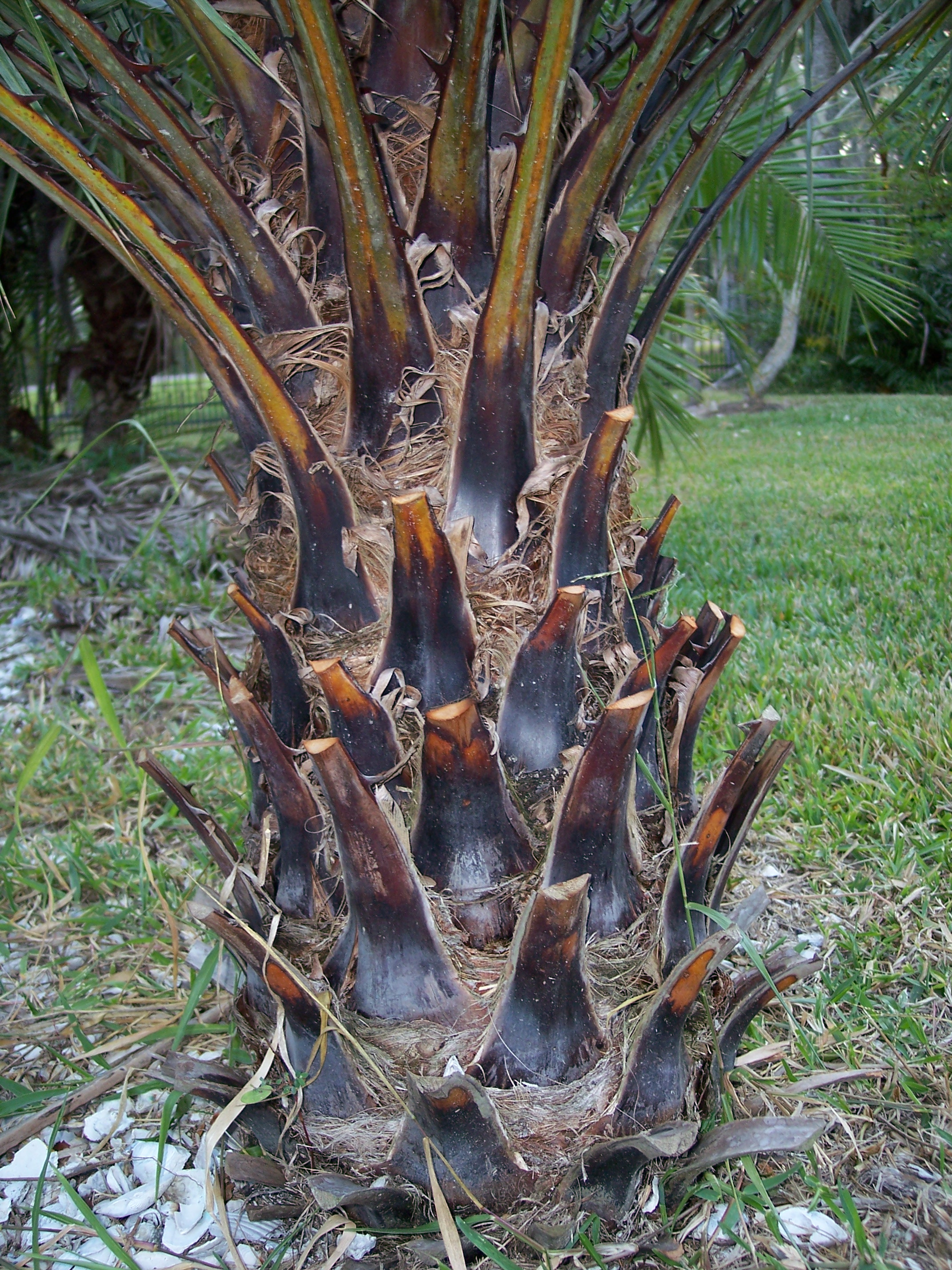
Törzse
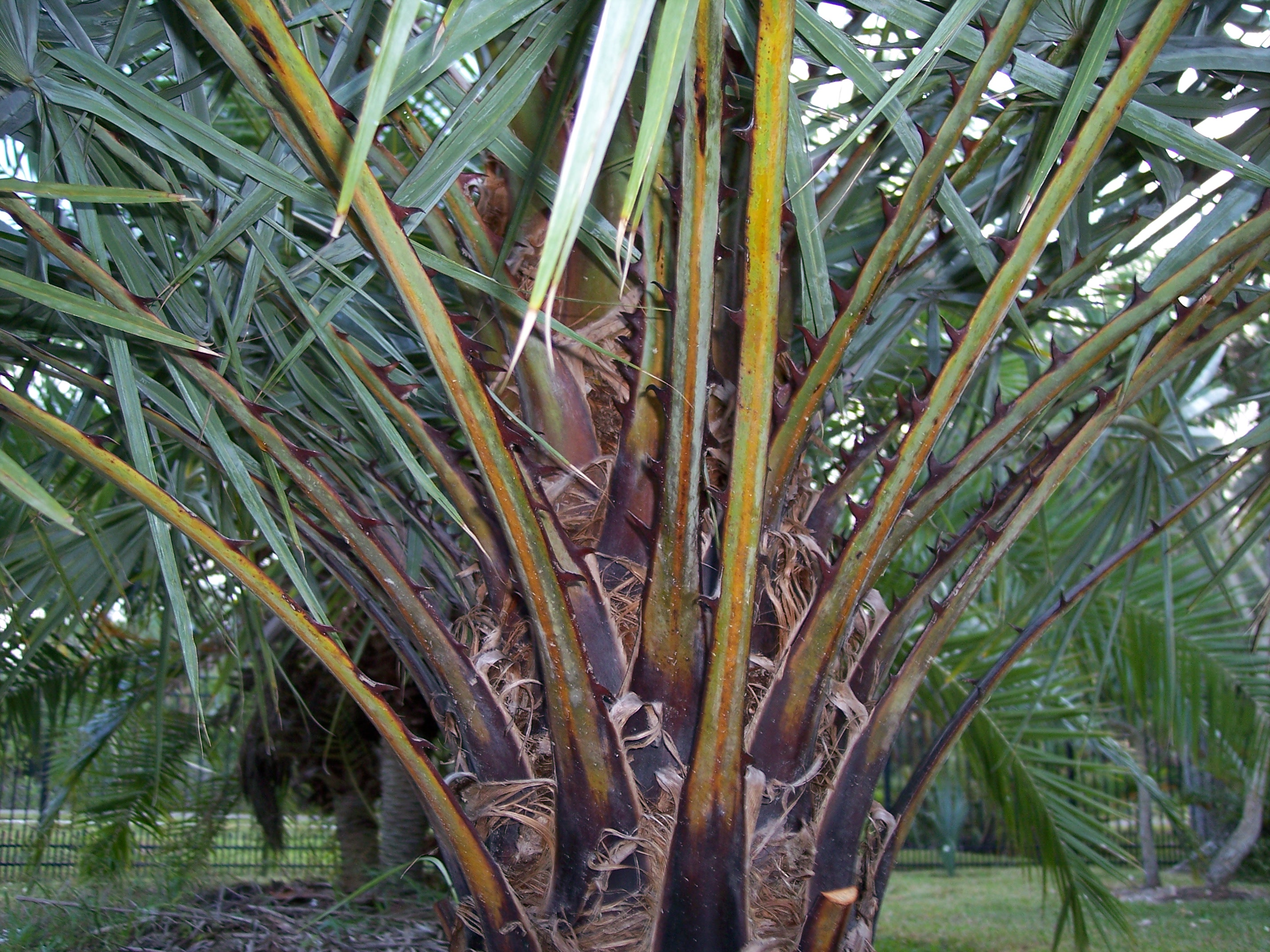
Levélnyelei
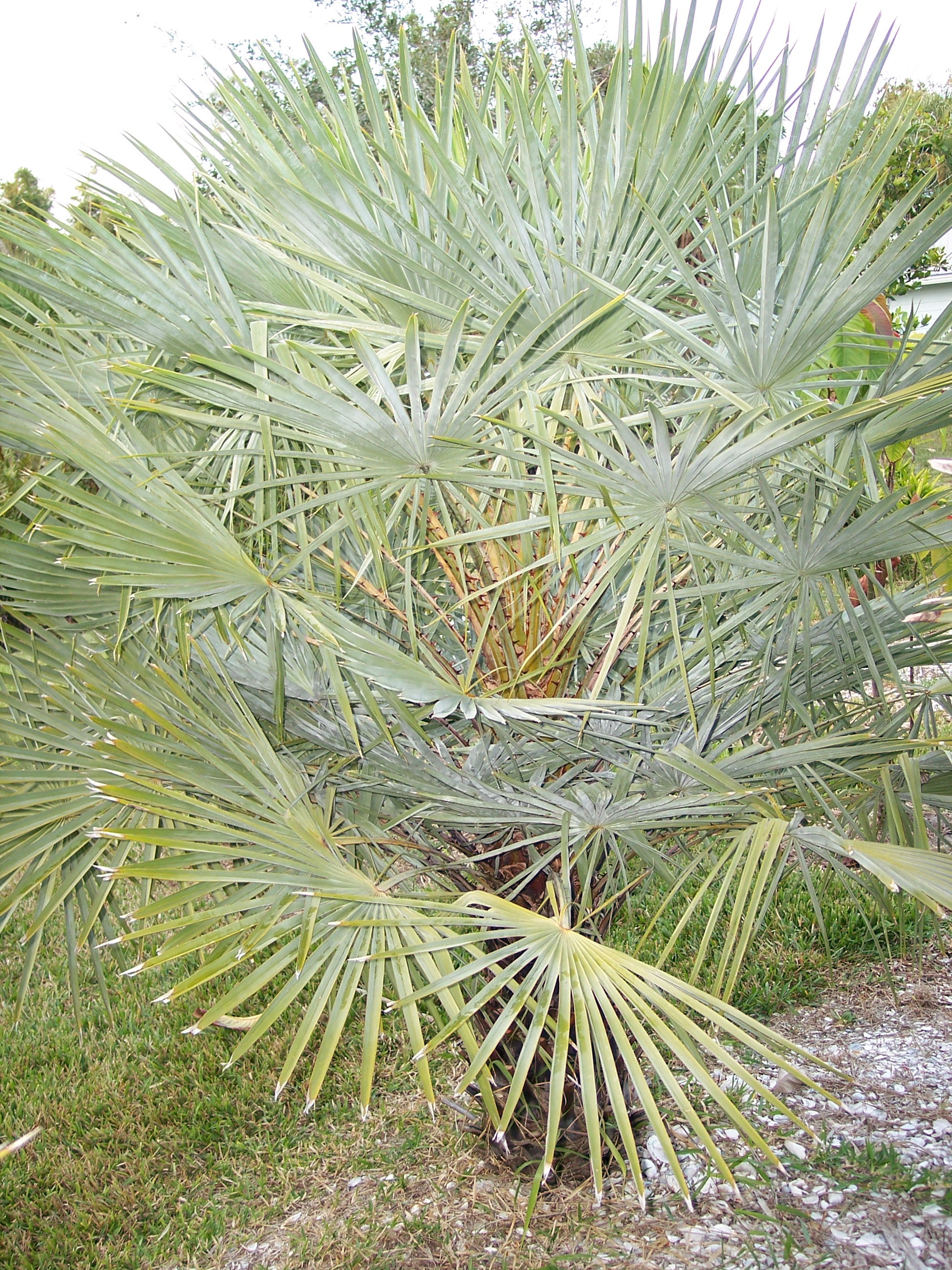
Levelei
Karnaubapálmák
különböző
címereken